# Pragmatyka (prawo)
Pragmatyka (także: pragmatyka zawodowa, służbowa lub urzędnicza) – pojęcie z zakresu języka prawniczego, określające każdy akt prawny regulujący kompetencje, zasady hierarchii służbowej, a także prawa i obowiązki pracowników administracji publicznej (także wyodrębnionej ich kategorii, zatrudnionych w danego rodzaju służbie, np. żołnierzy, funkcjonariuszy służby więziennej). Przepisy te w zakresie przez siebie regulowanym wyłączają zastosowanie odpowiednich przepisów Kodeksu pracy. W niektórych przypadkach pragmatyka może wyłączać prawo pracownika do ochrony swoich praw przed sądem pracy.